# Verna Felton
Verna Arline Felton (Salinas, 20 luglio 1890 – Hollywood, 15 dicembre 1966) è stata un'attrice e doppiatrice statunitense.

## Biografia
Figlia di Horace Wilcox Felton e Clara Winder Lawrence, suo padre morì quando lei aveva 8 anni. Verna Felton fu una doppiatrice molto nota per aver prestato la voce a diversi personaggi in film d'animazione Disney, fra i quali si ricordano la fata Smemorina in Cenerentola (1950), la Regina di cuori in Alice nel Paese delle Meraviglie (1951), Flora in La bella addormentata nel bosco (1959), e Guendalina ne Il libro della giungla (1967).
Altri doppiaggi celebri sono quelli di Pearl Slaghoople (madre di Wilma) ne I Flintstones e del cane Pluto nei cortometraggi Disney. Recitò in diversi film, fra i quali La tua bocca brucia (1952) e Picnic (1955), e apparve come guest star in alcune puntate della sit-com Lucy ed io. Altro suo ruolo celebre fu quello di Hilde Crocker nella serie televisiva December Bride. Lavorò molto anche alla radio in trasmissioni come The Jack Benny Show e The Abbott and Costello Show (conosciuti in Italia come Gianni e Pinotto).
Sposatasi con l'attore Lee Carson Millar Sr., dal quale rimase vedova nel 1941 e da cui ebbe il figlio Lee Carson Millar Jr. (1924-1980), morì per un ictus il 15 dicembre 1966 a 76 anni, nello stesso giorno di Walt Disney. Le sue spoglie sono conservate al Grand View Memorial Park Cemetery di Glendale (California).

## Filmografia parziale

### Attrice

#### Cinema
- The Chosen Prince, or The Friendship of David and Jonathan, regia di William V. Mong (1917)
- Se fosse a modo mio (If I Had My Way), regia di David Butler (1940)
- La corsara (Buccaneer's Girl), regia di Frederick de Cordova (1950)
- Romantico avventuriero (The Gunfighter), regia di Henry King (1950)
- La roccia di fuoco (New Mexico), regia di Irving Reis (1951)
- La danza proibita (Little Egypt), regia di Frederick De Cordova (1951)
- Ragazze alla finestra (Belles on Their Thoes), regia di Henry Levin (1952)
- La tua bocca brucia (Don't Bother to Knock), regia di Roy Ward Baker (1952)
- Picnic, regia di Joshua Logan (1955)
- Petrolio rosso (The Oklahoman), regia di Francis D. Lyon (1957)
- La ragazza di Sutton (Taming Sutton's Gal), regia di Lesley Selander (1957)
- Tuoni sul Timberland (Guns of the Timberland), regia di Robert D. Webb (1960)

#### Televisione
- Lucy ed io (I Love Lucy) – serie TV, 2 episodi (1953)
- December Bride – serie TV, 155 episodi (1954-1959)
- Climax! – serie TV, episodio 3x29 (1957)
- Pete and Gladys – serie TV, 23 episodi (1960-1961)
- Io e i miei tre figli (My Three Sons) – serie TV, episodio 2x30 (1962)

### Doppiatrice
- Guendalina in Il libro della giungla
- Flora in La bella addormentata nel bosco
- Zia Sara in Lilli e il vagabondo
- Regina di cuori in Alice nel Paese delle Meraviglie
- Fata Smemorina in Cenerentola
- Elefantessa Matriarca, sig.ra Junbo in Dumbo - L'elefante volante
- Perla Slaghoople (madre di Wilma) ne I Flintstones
- Eloise ne Golia, piccolo elefante (corto)

## Doppiatrici italiane
Nelle versioni in italiano delle opere in cui ha recitato, Verna Felton è stata doppiata da:
- Lola Braccini in La tua bocca brucia
- Giovanna Cigoli in Picnic

Da doppiatrice è sostituita da:
- Lydia Simoneschi in Il libro della giungla, La bella addormentata nel bosco (Flora), Cenerentola (ridoppiaggio del 1967)
- Laura Carli in Cenerentola (doppiaggio del 1950), Alice nel Paese delle Meraviglie (Regina di Cuori, canto)
- Wanda Tettoni in I Flintstones (solo alcuni episodi), Golia II
- Velia Cruicchi Galvani in Dumbo - L'elefante volante (Elefantessa matriarca)
- Giusi Raspani Dandolo in Dumbo - L'elefante volante (sig.ra Junbo)
- Tina Lattanzi in Alice nel Paese delle Meraviglie (Regina di Cuori, dialoghi)
- Maria Saccenti in Lilli e il vagabondo (doppiaggio del 1955)
- Maria Pia Di Meo in La bella addormentata nel bosco (regina Leah)
- Isa Bellini in Lilli e il vagabondo (ridoppiaggio del 1997)
- Melina Martello in Once Upon a Studio (dialoghi d'archivio)